# تشيسلاف ميلوش

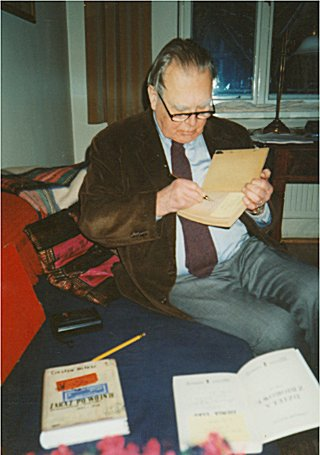
تشيسلاف ميلوش

تشيسلاف ميلوش (بالبولندية: Czesław Miłosz)‏ هو شاعر بولندي من أصل أمريكي ولد في 30 يونيو 1911 في ليتوانيا وتوفي في 14 أغسطس 2004. درس في جامعة ويلنو ثم انتقل إلى وارسو خلال الحرب العالمية الثانية حيث ناهض النازية. انخرط في السلك الدبلوماسي، وعين ملحقاً في واشنطن. تحصل على جائزة نوبل في الأدب لسنة 1980. في عام 1980 تحول تشيسلاف ميلوش من الإلحاد إلى المسيحية الكاثوليكية.
تناول ميووش طوال حياته وفي كل أعماله المسائل المتعلقة بالأخلاق، والسياسة، والتاريخ، والإيمان. بصفته مترجمًا، قدم الأعمال الغربية إلى الجمهور البولندي، وبصفته باحثًا ومحررًا، دعم الاطلاع المتزايد على الأدب السلافي في الغرب. لعب الإيمان دورًا في أعماله إذ بحث فيها كاثوليكيته وتجربته الشخصية.
توفي ميووش في كراكوف، بولندا، عام 2004. ودُفن في كنيسة سكاوكا المعروفة بكونها مكانًا لتكريم البولنديين المرموقين في بولندا.

## حياته في أوروبا

### أصوله وبدايات حياته
وُلِد جيسواف ميووش في 30 يونيو 1911، في قرية شاتينيا (باللتوانية سيتينيا)، محافظة غوبرنيه كوفنو، الإمبراطورية الروسية (حاليًا مدينة كيدانياي، مقاطعة كاوناس، ليتوانيا). ابنًا لألكساندر ميووش (1883-1959)، مهندس مدني بولندي، وزوجته، فيرونيكا (لقبها قبل الزواج كونات؛ 1887-1945.)
ولد ميووش في عائلة بارزة. كان جده من ناحية الأم، زيغمونت كونات، سليل عائلة بولندية يمكن تتبع نسبها حتى القرن الثالث عشر، والتي كان لها ممتلكات في قرية كراسنوجرودا (في بولندا الحالية). بعد أن درس الزراعة في وارسو، استقر زيغمونت في قرية شاتينيا بعد زواجه من جدة ميووش، يوزيفا، سليلة عائلة سيروتش النبيلة، والتي كانت من أصل ليتواني. كان أحد أسلافها، وهو شيمون سيروتش، السكرتير الشخصي لستانيسلاف ليزينسكي الأول، ملك بولندا ودوق ليتوانيا العظيم. كان جده من ناحية الأب آرتور ميووش، أيضًا من عائلة نبيلة وقاتل في انتفاضة يناير 1863 من أجل الاستقلال البولندي. كانت جدّة ميووش، ستانيسوافا، ابنة طبيب من ريغا، لاتفيا، وإحدى أعضاء عائلة فون موهل الألمانية/البولندية. تقع ممتلكات عائلة ميووش في سربيني، وهو اسم اقترح كاتب سيرة ميووش، أندزيه فراناسك، أنه قد يشير إلى أصل صربي، إذ يُحتمل أن عائلة ميووش نشأت في صربيا واستقرت في ليتوانيا الحالية بعد طردها من ألمانيا قبل قرون. وُلِد والد ميووش وتعلم في ريغا. وُلدت والدة ميووش في قرية شاتينيا وتعلمت في كراكوف.
رغم هذا النسب النبيل، لم تكن طفولة ميووش التي قضاها في ممتلكات جده من ناحية الأم في قرية شاتينيا ممتلئة بزخارف الثروة أو عادات الطبقة العليا. إذ خلَّد طفولته في رواية من عام 1955، وادي إيسا، وفي مذكراته من عام 1959، (عالم فطري). في هذه الأعمال، وصف تأثير جدته الكاثوليكية، يوزيفا، وحبه المتنامي للأدب، ووعيه المبكر، كونه عضوًا في طبقة النبلاء البولنديين في ليتوانيا، بدور الطبقة في المجتمع.
اتسمت سنوات ميووش الأولى بالاضطراب. فعندما تم التعاقد مع والده للعمل على مشاريع البنية التحتية في سيبيريا، سافر هو ووالدته ليكونا معه. بعد اندلاع الحرب العالمية الأولى عام 1914، ُجنِّد والد ميووش في الجيش الروسي، مُكلفًا بهندسة الطرق والجسور لتحركات القوات. كان ميووش ووالدته محتمين في فيلنيوس عندما احتلها الجيش الألماني عام 1915. بعد ذلك، انضموا إلى والد ميووش، تابعين إياه خلال تقدم الجبهة أكثر إلى روسيا، حيث وُلِد أندزيه شقيق ميووش عام 1917. أخيرًا، بعد التحرك عبر إستونيا ولاتفيا، عادت الأسرة إلى منزلها في قرية شاتينيا عام 1918. غير أن الحرب البولندية السوفيتية اندلعت عام 1919، وخلالها تورط والد ميووش في محاولة فاشلة لدمج ليتوانيا المستقلة حديثًا في الجمهورية البولندية الثانية، ما أدى إلى طرده من ليتوانيا وانتقال العائلة إلى فيلنيوس، التي أصبحت جزءًا من بولندا بعد الحرب البولندية الليتوانية عام 1920. استمرت الحرب البولندية السوفيتية، ما اضطر الأسرة إلى التحرك مرة أخرى. في وقت من الأوقات خلال النزاع، أطلق الجنود البولنديون النار على ميووش ووالدته، وهي واقعة رواها ميووش لاحقًا في مذكراته، (عالم فطري). عادت الأسرة إلى فيلنيوس عندما انتهت الحرب عام 1921.
رغم انقطاعاته عن الدراسة أثناء فترة التجوال في وقت الحرب، أثبت ميووش أنه طالب استثنائي مع براعة فيما يتعلق بتعلم اللغات. إذ تعلَّم في النهاية اللغات البولندية، واللتوانية، والروسية، والإنجليزية، والفرنسية، والعبرية. بعد التخرج من ثانوية زغمونت الثاني أوغست في فيلينوس، التحق بجامعة ستيفان باتروي ( جامعة فيلنيوس الآن) عام 1929 كطالب في كلية الحقوق. أثناء وجوده في الجامعة، انضم ميووش إلى مجموعة طلابية تسمى نادي المفكرين ومجموعة شعرية تسمى زجاري، مع الشعراء الشباب يشي زاجوسكي، وتيودور بوينسكي، وألكساندر ريمكافيتش، ويشي بوترامنت، وجوز مازيليفسكي. إذ ظهرت قصائده الأولى المنشورة في مجلة الطلاب بالجامعة عام 1930.
في عام 1931، زار باريس، حيث التقى لأول مرة بابن عمه البعيد، أوسكار ميووش، وهو شاعر من أصل ليتواني يكتب باللغة الفرنسية أصبح تابعًا لحركة الكنيسة الجديدة. أصبح أوسكار مرشدًا وملهمًا له. بعد عودته إلى فيلنيوس، كان إدراك ميوش المبكر للفرق الطبقي، وتعاطفه مع أولئك الأقل حظًا منه، ما دفعه ليدافع عن الطلاب اليهود الذين كانوا يتعرضون للمضايقة من قبل الغوغاء المعادين للسامية في الجامعة. بتدخله بين الغوغاء والطلاب اليهود، صد ميووش الهجمات. قُتل أحد الطلاب عندما ألقيت صخرة على رأسه.

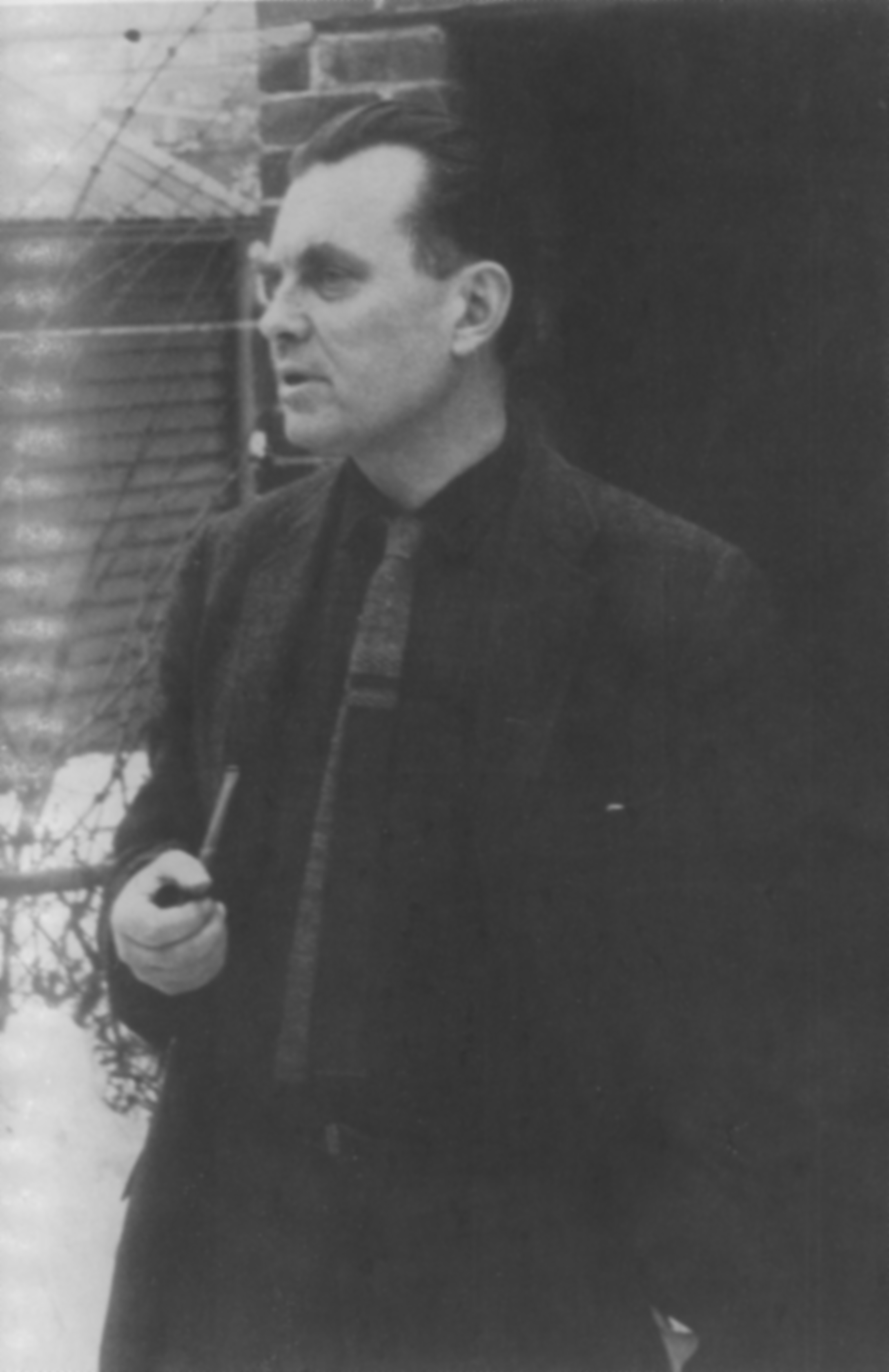
تشيسلاف ميلوش في منتصف حياته المهنية

نُشر المؤلَّف الأول من قصائد ميووش، «قصيدة عن زمن متجمد»، باللغة البولندية عام 1933. وفي العام نفسه، قرأ شعره علنًا في فعالية «شعر الاحتجاج» المناهضة للعنصرية في فيلنيوس، والتي اقيمت نتيجة صعود هتلر إلى السلطة في ألمانيا. في عام 1934، تخرج بشهادة في القانون، وحُلَّت مجموعة زجاري للشعر. انتقل ميووش إلى باريس بمنحة دراسية لمدة عام للدراسة وكتابة مقالات لجريدة في فيلنيوس. في باريس، التقى كثيرًا بابن عمه أوسكار.

## روابط خارجية
- تشيسلاف ميلوش على موقع IMDb (الإنجليزية)
- تشيسلاف ميلوش على موقع الموسوعة البريطانية (الإنجليزية)
- تشيسلاف ميلوش على موقع مونزينجر (الألمانية)
- تشيسلاف ميلوش على موقع ميوزك برينز (الإنجليزية)
- تشيسلاف ميلوش على موقع إن إن دي بي (الإنجليزية)
- تشيسلاف ميلوش على موقع ديسكوغز (الإنجليزية)
- تشيسلاف ميلوش على موقع قاعدة بيانات الفيلم (الإنجليزية)